# Anthobium melanocephalum
Anthobium melanocephalum är en skalbaggsart som först beskrevs av Johann Karl Wilhelm Illiger 1794.  Anthobium melanocephalum ingår i släktet Anthobium, och familjen kortvingar. Arten är reproducerande i Sverige.